# Lost and Found (Jetboy)
Damned Nation è un album raccolta del gruppo musicale Sleaze/Glam metal dei Jetboy, pubblicato nel 1999 per l'etichetta discografica Deadline Records (Cleopatra).
Nella traccia The Reading partecipa Lemmy Kilmister, leader dei Motörhead, in qualità di cantante.

## Tracce
1. Little Teaser
2. Cuts Me Down
3. Feels So Good
4. In the Alley
5. Live and Die in a Day
6. Dealin'
7. Stolen People
8. The Reading
9. Fighters Fear
10. Bloody Hands and Poisoned Minds
11. No Limit

## Formazione
- Mickey Finn - voce
- Fernie Rod - chitarra
- Billy Rowe - chitarra
- Sam Yaffa - basso
- Bill Fraenza - basso
- Ron Tostenson - batteria
- Rick Davis - batteria

### Altri musicisti
- Lemmy Kilmister - voce nella traccia 8, The Reading